# Tommaso Capdevila Miró
Tommaso Capdevila Miró C.M.F., in spagnolo Tomás Capdevila Miró (Maldà, 5 maggio 1914 – Barbastro, 13 agosto 1936), è stato un religioso spagnolo, martirizzato a Barbastro durante la Guerra civile spagnola e venerato come beato dalla Chiesa cattolica.

## Biografia
Tommaso nacque a Maldà, in provincia di Lleida. I genitori Pedro e Teresa ebbero tredici figli, ed erano conosciuti nel piccolo paese come una famiglia semplice e laboriosa. Diversi membri della famiglia furono religiosi: due cugine erano carmelitane, tre cugini benedettini al Monastero di Montserrat, uno zio, il padre Antonio Capdevila e un fratello, Rámon, claretiani. 
La vocazione di Tommaso si evidenziò dopo un novenario predicato da un padre claretiano e, all'età di 10 anni, Tommaso decide di entrare nel postulantato di Cervera. Proseguì gli studi nel seminario di Alagón. Emise i voti religiosi il 15 di agosto del 1930 e continuò gli studi a Solsona (Spagna) per tornare a Cervera. Qui, al principio del 1936, la situazione sociale era preoccupante e i superiori ai primi di luglio decisero di spostare parte dei seminaristi a Barbastro, ritenuto un centro più sicuro.
Ma nel seminario di Barbastro venne arrestato il 20 luglio del 1936, insieme ai suoi confratelli dalle milizie anarchiche sotto il comando del governo repubblicano che presero il potere in città, venne recluso nel salone della scuola dei padri Scolopi. Il 12 agosto 1936 firmò la lettera di offerta alla Congregazione con queste parole:
(Gabriel Campo Villegas, Esta es nuestra sangre, p. 218)
Insieme a 19 suoi confratelli venne fucilato la mattina del 13 agosto sul ciglio di una strada fuori città, fece parte del terzo gruppo di clarettiani di Barbastro che subirono il martirio. I loro corpi sono stati gettati in una fossa comune.

Dopo la guerra i resti dei martiri furono riesumati e si possono venerare oggi nella cripta della casa museo a Barbastro. Nel 2013 è uscito un film sulla vicenda intitolato "Un Dios prohibido" per la regia di Pablo Moreno.

## Culto
La beatificazione avvenne a Roma, ad opera di Giovanni Paolo II, il 25 ottobre 1992. La Chiesa cattolica lo ricorda il 13 agosto.